# تلفيرية قدمية
تلفيرية قدمية (الاسم العلمي:Telfairia pedata) هي نوع من النباتات يتبع جنس التلفيرية من الفصيلة القرعية.